# 2008-as Intertotó-kupa
A 2008-as Intertotó-kupa 20. és egyben utolsó alkalommal került megrendezésre. A sorozat az európai kupák harmadik legrangosabb versenye volt, amelyet három fordulóban bonyolítottak le, és 11 csapat számára biztosítottak helyet az UEFA-kupa második selejtezőkörében. A kupa sorsolását az UEFA-székházában, a svájci Nyonban tartották 2008. április 21-én.

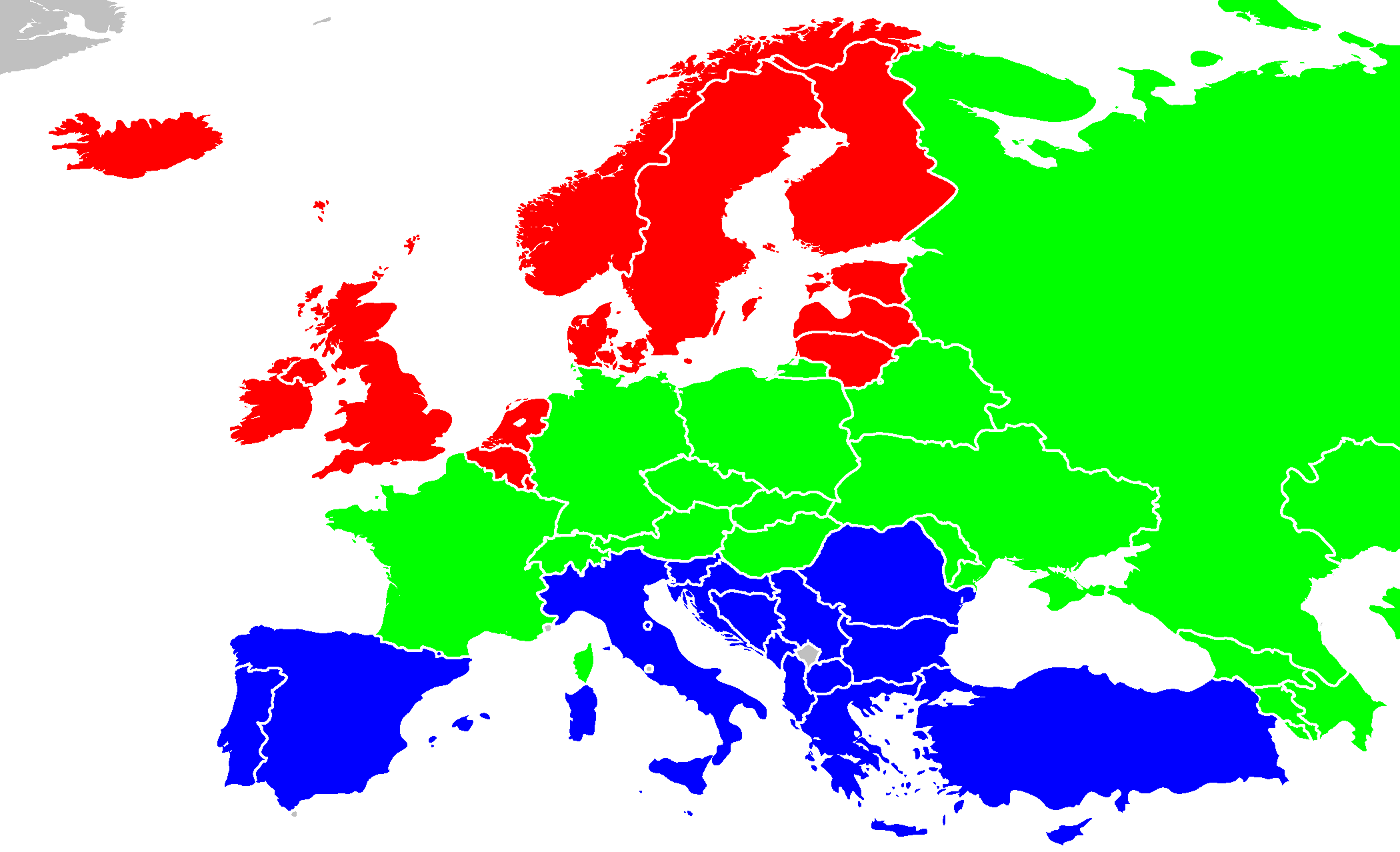
A régiók szemléltetése

## Első forduló
| 1. csapat             | Össz.                | 2. csapat               | 1. mérk.             | 2. mérk.             |
| Dél-Mediterrán régió  | Dél-Mediterrán régió | Dél-Mediterrán régió    | Dél-Mediterrán régió | Dél-Mediterrán régió |
| --------------------- | -------------------- | ----------------------- | -------------------- | -------------------- |
| KS Besa Kavajë        | 1 – 1                | Ethnikósz Áhnasz        | 0 – 0                | 1 – 1                |
| NK Čelik              | 4 – 4                | OFK Grbalj              | 3 – 2                | 1 – 2                |
| NK Rijeka             | 0 – 2                | FK Renova               | 0 – 0                | 0 – 2                |
| Hibernians FC         | 0 – 3                | ND Gorica               | 0 – 3                | 0 – 0                |
| Közép-keleti régió    |                      |                         |                      |                      |
| Zsetiszu FK           | 3 – 6                | Budapest Honvéd FC      | 1 – 2                | 2 – 4                |
| FA Mika               | 2 – 2                | FC Tiraspol             | 2 – 2                | 0 – 0                |
| Neftçi PFK            | 3 – 3                | FC Nitra                | 2 – 0                | 1 – 3                |
| KS Cracovia Kraków    | 1 – 5                | FK Sahcjor Szalihorszk  | 1 – 2                | 0 – 3                |
| FC Etzella Ettelbruck | 2 – 2                | SZK Lokomotivi Tbiliszi | 0 – 0                | 2 – 2                |
| Északi régió          |                      |                         |                      |                      |
| FK Ekranas            | 4 – 0                | JK Narva Trans          | 1 – 0                | 3 – 0                |
| HB Tórshavn           | 1 – 4                | IF Elfsborg             | 1 – 4                | 0 – 0                |
| Bohemians FC          | 9 – 3                | Rhyl FC                 | 5 – 1                | 4 – 2                |
| Lisburn Distillery FC | 3 – 6                | Turun Palloseura        | 2 – 3                | 1 – 3                |
| FK Rīga               | 3 – 2                | Fylkir                  | 1 – 2                | 2 – 0                |

## Második forduló
| 1. csapat               | Össz.                | 2. csapat              | 1. mérk.             | 2. mérk.             |
| Dél-Mediterrán régió    | Dél-Mediterrán régió | Dél-Mediterrán régió   | Dél-Mediterrán régió | Dél-Mediterrán régió |
| ----------------------- | -------------------- | ---------------------- | -------------------- | -------------------- |
| PFK Csernomorec Burgasz | 3 – 1                | ND Gorica              | 1 – 1                | 2 – 0                |
| OFK Grbalj              | 2 – 3                | Sivasspor              | 2 – 2                | 0 – 1                |
| Grasshoppers            | 5 – 1                | KS Besa Kavajë         | 2 – 1                | 3 – 0                |
| FK Renova               | 1 – 3                | Bnei Sakhnin           | 1 – 2                | 0 – 1                |
| OFK Beograd             | 2 – 3                | Panióniosz             | 1 – 0                | 1 – 3                |
| Közép-keleti régió      |                      |                        |                      |                      |
| KFC Germinal Beerschot  | 1 – 2                | Neftçi PFK             | 1 – 1                | 0 – 1                |
| Szaturn                 | 8 – 1                | FC Etzella Ettelbruck  | 7 – 0                | 1 – 1                |
| FC Tiraspol             | 1 – 3                | Tavrija Szimferopol    | 0 – 0                | 1 – 3                |
| SK Sturm Graz           | 2 – 0                | FK Sahcjor Szalihorszk | 2 – 0                | 0 – 0                |
| FK Teplice              | 3 – 3                | Budapest Honvéd FC     | 1 – 3                | 2 – 0                |
| Északi régió            |                      |                        |                      |                      |
| Turun Palloseura        | 1 – 4                | Odense BK              | 1 – 2                | 0 – 2                |
| Hibernian FC            | 0 – 4                | IF Elfsborg            | 0 – 2                | 0 – 2                |
| FK Ekranas              | 1 – 7                | Rosenborg BK           | 1 – 3                | 0 – 4                |
| FK Rīga                 | 2 – 2                | Bohemians FC           | 1 – 0                | 1 – 2                |

## Harmadik forduló
| 1. csapat                         | Össz.                | 2. csapat               | 1. mérk.             | 2. mérk.             |
| Dél-mediterrán régió              | Dél-mediterrán régió | Dél-mediterrán régió    | Dél-mediterrán régió | Dél-mediterrán régió |
| --------------------------------- | -------------------- | ----------------------- | -------------------- | -------------------- |
| Bnei Sakhnin                      | 1-2                  | Deportivo La Coruña     | 1-2                  | 0-1                  |
| Panióniosz                        | 0-2                  | SSC Napoli              | 0-1                  | 0-1                  |
| Sivasspor                         | 0-5                  | Sporting Braga          | 0-2                  | 0-3                  |
| Grasshopper Zürich                | 4-0                  | PFK Csernomorec Burgasz | 3-0                  | 1-0                  |
| Közép-keleti régió                |                      |                         |                      |                      |
| FK Szaturn Moszkovszkaja Oblaszty | 1-3                  | VfB Stuttgart           | 1-0                  | 0-3(hu)              |
| Neftçi PFK                        | 2-3                  | FC Vaslui               | 2-1                  | 0-2                  |
| Rennes                            | 1-1(bp)              | Tavrija Szimferopol     | 1-0                  | 0-1(hu)              |
| SK Sturm Graz                     | 2-1                  | Budapest Honvéd         | 0-0                  | 2-1                  |
| Északi régió                      |                      |                         |                      |                      |
| NAC Breda                         | 1-2                  | Rosenborg BK            | 1-0                  | 0-2                  |
| Odense BK                         | 2-3                  | Aston Villa FC          | 2-2                  | 0-1                  |
| IF Elfsborg                       | 1-0                  | FK Rīga                 | 1-0                  | 0-0                  |

A harmadik fordulóból továbbjutott 11 csapat a 2008–2009-es UEFA-kupa második selejtezőkörébe jutott. E csapatok a következők:
- Aston Villa FC
- Deportivo La Coruña
- FC Vaslui
- Grasshopper Zürich
- IF Elfsborg
- Rennes
- Rosenborg BK
- SK Sturm Graz
- Sporting Braga
- SSC Napoli
- VfB Stuttgart

A csapatok közül a portugál Sporting Braga jutott a legmesszebb (egyedül ők jutottak be a nyolcaddöntőbe) így a portugál csapat a 2008-as Intertotó-kupa győztese.

## Lásd még
- 2008–2009-es UEFA-bajnokok ligája
- 2008–2009-es UEFA-kupa